# Sulcocavellina
Sulcocavellina is een geslacht van uitgestorven kreeftachtigen uit de klasse van de Ostracoda (mosselkreeftjes).

## Soorten
- Sulcocavellina costata Nechaeva, 1968 †
- Sulcocavellina incognita Egorov, 1950 †
- Sulcocavellina nasarovae Nechaeva, 1968 †
- Sulcocavellina ordinata Gurevich, 1972 †
- Sulcocavellina tersiensis Buschmina, 1968 †
- Sulcocavellina transicostata Shi & Wang, 1987 †